# Diablo II
Diablo II es un videojuego de rol de acción. Fue lanzado para Windows y Mac OS en el año 2000 por Blizzard Entertainment, y fue desarrollado por Blizzard North. Es la secuela directa de Diablo el exitoso juego de PC lanzado en 1996. 
Diablo II fue uno de los juegos más populares del año 2000. Los principales factores que contribuyeron al éxito de Diablo II incluyen la continuación de los populares temas de fantasía oscura y terror del juego anterior, y su acceso al servicio de juego libre en línea, Battle.net.
El juego fue conceptualizado y diseñado por David Brevik y Erich Schaefer, siendo llevado a cabo como proyecto por Max Schaefer. Las funciones principales de producción estuvieron a cargo de Matthew Householder y Bill Roper.
Una expansión para Diablo II, Diablo II: Lord of Destruction, fue lanzada el 29 de junio de 2001. Una secuela, Diablo III, fue anunciada oficialmente en el Blizzard Worldwide Invitational en 2008; y en marzo de 2012 se confirmó su fecha de lanzamiento para el 15 de mayo de 2012.

## Juego
En Diablo II, el jugador avanza a través de cuatro capítulos, llamados "actos" en el juego, con cada acto siguiendo un camino más o menos predeterminado y una lista de misiones, seis en los primeros tres actos y tres en el último. Algunas de estas misiones son opcionales. El jugador asume el papel de un héroe de una de las cinco clases de personajes diferentes (Amazona, Nigromante, Bárbaro, Paladín y Hechicera)
Los jugadores luchan contra monstruos a través de espacios naturales abiertos y mazmorras para subir de nivel su personaje y obtener mejores artículos (armas, armaduras). El combate es en tiempo real, y se muestra desde una perspectiva isométrica. Los jugadores también tienen la opción de contratar a uno de los varios mercenarios controlados por el ordenador que siguen el jugador y atacan a los enemigos cercanos. Un monstruo poderoso espera al jugador en el final de cada acto. Los artículos que dejan caer los monstruos al morir, los atributos de estos y la mayoría de las áreas del juego son generadas en forma aleatoria.
Además de los cuatro actos, hay tres niveles de dificultad secuencial: Normal, Pesadilla e Infierno. En mayores dificultades, los monstruos son más fuertes y resistentes a los elementos, y el jugador recibe una penalización a sus propias resistencias a los elementos, además de perder tanto oro como experiencia al morir. El jugador puede elegir volver a jugar desde el principio en el siguiente nivel de dificultad una vez vence el juego. Al hacer esto, el personaje conserva todas las habilidades y objetos entre cada dificultad, y puede volver a jugar en una dificultad menor en cualquier momento.
Los jugadores también pueden crear un personaje hardcore. Los personajes regulares pueden resucitar en caso de que mueran y reanudar el juego, mientras que un personaje hardcore tiene una sola vida; al morir, el juego simplemente termina.

## Clases de personajes
Diablo II permite al jugador poder escoger entre cinco clases de personajes diferentes con habilidades y características únicas: Amazona, Bárbaro, Hechicera, Nigromante y Paladín. El máximo nivel alcanzable es 99.
- La Amazona proviene de las islas de los Mares Gemelos, cerca del límite donde comienza el Gran Océano. La clase está basada en las Amazonas de la mitología griega. Tiene similitudes con el Rogue de Diablo debido a que usa principalmente arcos y ambos utilizan la fuerza y la magia en forma similar. La Amazona también puede utilizar jabalinas y lanzas. Muchas de sus habilidades defensivas son pasivas, especialmente Esquivar, Evitación y Evasión.[7]
- El Bárbaro es un miembro de una tribu del Monte Arreat y un poderoso guerrero en combate cuerpo a cuerpo, capaz tanto de infringir como soportar grandes cantidades de daño físico. También es el único personaje que puede cargar con dos armas a la vez. Sus Dominios de Combate le permiten especializarse en diferentes tipos de armas, además de aumentar en forma pasiva sus resistencias a la magia, su velocidad y su defensa. Sus Gritos de Guerra mejoran la efectividad de combate de su grupo y afectan en forma negativa a los enemigos. También cuenta con varias Habilidades de Combate que se enfocan más que todo en infligir daño a sus oponentes.[8]
- La Hechicera proviene de un aquelarre de brujas rebeldes que han arrebatado los secretos de la magia de los clanes de magos dominados por hombres del este. Puede utilizar hechizos de hielo, electricidad y fuego contra sus enemigos. Casi todas estas habilidades son ofensivas. Sus habilidades de hielo pueden congelar a sus enemigos e ignorar resistencias, pero infligen menos daño que los hechizos de electricidad o fuego.[9]
- El Nigromante es un versátil hechicero cuyo poder proviene de la muerte. Los Nigromantes son los sacerdotes del Culto de Rathma de las Junglas Orientales. Sus Invocaciones le permiten volver a la vida a esqueletos, animar gólems y resucitar a monstruos muertos para que peleen junto a él. El Nigromante posee poderosos hechizos de veneno, los cuales pueden chupar rápidamente la vida de los monstruos. También tiene habilidades de "hueso", las cuales infligen daño directo a los enemigos, al igual que ignoran la mayoría de las resistencias. Sus Maldiciones también debilitan a los enemigos, además de producir confusión y caos entre ellos.[10]

- El Paladín es un cruzado de la Iglesia de Zakarum que lucha por la gloria de la Luz. Para reflejar esto, las habilidades de combate del fanático Paladín van desde ataques fanáticos hasta truenos divinos. Sus habilidades se dividen en Habilidades de combate, Auras ofensivas y Auras defensivas. Sus auras tienen varios efectos, como aumentar el daño que el personaje realiza o aumentar su resistencia tanto a daño físico como mágico. Las auras del Paladín afectan a todos los miembros de su grupo. El Paladín es muy hábil en el uso de escudos, y es el único personaje que puedo usarlo como arma. El Paladín también tiene habilidades que tienen como objetivo específico la eliminación de los muertos vivientes.

En la expansión Diablo II: Lord of Destruction, se añadieron las clases de Asesina y Druida.

## Historia
La historia de Diablo II toma lugar poco tiempo después de los eventos del final del primer juego de la serie, Diablo, en el mundo de Santuario. En Diablo, gran parte de la historia transcurre bajo los pisos de una Catedral en un pequeño pueblo llamado Tristán. Es allí donde Diablo, el Señor del Terror, fue derrotado por un héroe anónimo, quedando tras la derrota de diablo la piedra de alma, un objeto arcano en cuyo interior, a modo de prisión se aloja el alma de Diablo .
El héroe anónimo que destruyó a Diablo se clavó la piedra del alma del demonio en su frente, en un intento por contener la esencia del monstruo en su propio cuerpo, creyendo que su integridad e incorruptibilidad contendría a diablo. Más adelante en la historia se explica que esto es exactamente lo que Diablo quería, para que, en caso de ser derrotado, tenga un "plan de escape" en lugar de morir. Esta parte, al igual que gran parte de la historia en Diablo II, es relatada por un veterano vagabundo a una persona encapuchada que lo visita en un monasterio, diciendo ser el Arcángel Tyrael.
Al tratar de contener a Diablo en su cuerpo, el héroe anónimo se condena a sí mismo y gradualmente se ve corrompido por el espíritu del demonio en los días siguientes. Deckard Cain, un sabio personaje que asesora al jugador (presente desde el primer juego), cuenta la historia de este héroe al siguiente grupo de aventureros que pasa por el Campamento de las Arpías (Acto I) en Diablo II. El jugador toma el rol de uno de estos aventureros y decide investigar la causa de los nuevos hechos de destrucción que están plagando al mundo de Santuario, comenzando con el guerrero corrompido por Diablo.
La historia del juego transcurre en cuatro "actos", siendo el primero el que toma lugar en el Campamento de las Arpías y los campos alrededor de un antiguo monasterio. A medida que el jugador avanza a través de los cuatro actos, se enfrenta a dos demonios menores (Andariel al final del Acto I y Duriel al final del Acto II) y a dos de los tres Males Fundamentales (Mefisto al final de Acto III y el mismo Diablo al final del Acto IV). En esa travesía es que el jugador conoce lo que sucedió con la piedra del alma de Diablo y el héroe corrupto: el héroe, ya poseído por Diablo, recupera la piedra del alma de otro de los Males Fundamentales (Mefisto) y lo libera, para luego ser destruido por completo Diablo. El vagabundo que relata gran parte de la historia cuenta que él siguió al héroe corrupto hasta el lugar donde libera a Mefisto. También revela que fue engañado y "libera" la piedra del alma del tercer Mal Fundamental, Baal. Inmediatamente después de presenciar esto, el arcángel Tyrael -el encargado de resguardar la piedra- le encarga llevarla al infierno para que la destruya.
Eventualmente el jugador alcanza y destruye a Mefisto y a Diablo en sus respectivos planos y destruye las piedras de sus almas. El juego termina con el vagabundo hablando con el visitante. El vagabundo le entrega la piedra del alma de Baal y le explica que fue muy débil y que no pudo entrar al infierno para destruirla. Al recibir la piedra el visitante le expresa su agradecimiento y revela ser en realidad Baal. Esta última escena marca lo que viene en la expansión.

## Multijugador
Diablo II puede ser jugado hasta entre ocho jugadores a través de LAN o por el servicio gratuito exclusivo de Blizzard, Battle.net. A diferencia de la primera entrega de la serie, Diablo II fue diseñado especialmente para la experiencia multijugador. Existen varios hechizos y habilidades (como las auras del Paladín o los gritos de guerra del Bárbaro) que multiplican su efectividad si es que se realizan estando en grupo, y aunque aún existen calabozos, estos fueron reemplazados por espacios abiertos en gran parte del juego.
En Battle.net, los jugadores pueden jugar en servidores "abiertos" o "cerrados". Los jugadores pueden jugar con los personajes que hayan creado y desarrollado en el modo de un jugador en los servidores abiertos; mientras que los personajes en servidores cerrados están almacenados en los servidores físicos de Blizzard como una medida en contra de los cheaters. En los servidores cerrados, los jugadores deben jugar con sus personajes cada 90 días para evitar que sean borrados. Pese a que en un principio los servidores cerrados cumplieron con su función de evitar que los jugadores hagan trampa, en los últimos años algunos de ellos se han dado manera de hacerlo. Existen bots y programas que automáticamente matan a jefes para conseguir ítems especiales y estos son vendidos por dinero real en tiendas en línea. Estos bots y programas constantemente visitan a los jugadores, ofreciendo los ítems conseguidos.
Debido a que el juego puede ser jugado en forma cooperativa (Jugadores v. Monstruos, JvM), grupos de jugadores con habilidades complementarias pueden terminar algunas de las climáticas batallas del juego en cuestión de segundos, proveyendo fuertes incentivos para configurar a personajes orientados para el juego en grupo. De los ocho jugadores que pueden estar en un juego a la vez, estos pueden organizarse en un solo grupo, jugar en forma individual o formar varios grupos opuestos. La experiencia recibida, la vida y el daño de los monstruos, y el número de ítems que estos dejan al morir aumentan a medida que el número de jugadores en un juego se incrementa, aunque no necesariamente en forma proporcional. Los jugadores también pueden realizar duelos entre ellos. El daño recibido en el combate entre jugadores (JvJ) es reducido, y el premio por derrotar a un jugador en este tipo de combate es una porción del oro que esté cargando y la "oreja" del jugador derrotado. Cada oreja recibida contiene el nombre y nivel del jugador al momento en que fue matado.
El Ladder System puede ser reiniciado en varios intervalos para permitir a todos los jugadores empezar desde cero con nuevos personajes en condiciones de igualdad. Las temporadas de ladder han durado desde seis meses hasta más de un año. Cuando una temporada de ladder concluye todos los personajes de ladder son transferidos a la población regular. Algunos ítems raros están disponibles solo en juegos de ladder, pero luego del parche 1.10 estos pueden ser intercambiados en juegos regulares luego de que la temporada termina.
El 3 de marzo de 2009, Blizzard anunció un nuevo parche de contenido para Diablo II, 9 años luego del lanzamiento del juego. Este es uno de los numerosos parches que Blizzard ha publicado para el juego. El número exacto de parches es difícil de determinar ya que a través de Battle.net el juego se puede actualizar a nivel del servidor para solucionar problemas inmediatos. La versión actual del juego 1.13d, la cual, al igual que varios parches anteriores sirvió en parte para tratar de dar solución a los problemas con los jugadores que utilizan programas para hacer trampa (en inglés: cheaters).

## Música
La música de la película fue compuesta por Matt Uelmen e integra sonidos ambientales escalofriantes con piezas melódicas. El estilo en general es industrial ambiental y experimental.
Algunas de las pistas fueron creadas reutilizando pistas del primer juego, mientras que otras se crearon reconstruyendo grabaciones que no llegaron a publicarse en la primera entrega de la serie. Otras pistas son combinaciones de partes que fueron creadas más de un año después del lanzamiento del primer juego. Cada pista, por lo general, integra samples grabados de librerías de sonido, interpretaciones de instrumentos grabados en vivo exclusivamente para el juego (guitarra, flauta, percusión oriental), e instrumentos electrónicos, haciendo difícil la presentación en vivo de estas pistas.
Cuando el jugador visita los pueblos, el juego recrea la atmósfera pacífica del primer juego, lo cual se puede apreciar más claramente en el Acto I, donde la pista "Rogue" repite algunos de los acordes de la pieza que originalmente sonaba en Diablo cuando el jugador estaba en el pueblo.
Para el Acto II, Mustafa Waiz, un percusionista, y Scott Petersen, el diseñador del sonido del juego, trabajaron juntos con los samples de percusión. Waiz tocó el dumbek, el djembe y los crótalos, los cuales le dieron a Matt Uelmen una base sobre la cual construir sus pistas.
El tema del pueblo del Acto II, "Toru", difiere bastante de las pistas del mundo del Acto I al mismo tiempo que mantiene una conexión temática con el mismo. Es la primera vez en la serie que se utilizaron elementos radicalmente diferentes a las guitarras y los sonidos corales que dominaron tanto Diablo I como el primer acto de Diablo II.
La base de la pieza "Toru" se encuentra en la dinámica de un gong chino de viento. El instrumento cambia de tonos desde un misterioso zumbido a un fuerte y perturbador ruido, que le da una sensación exótica al segundo pueblo al mismo tiempo que refleja el ritmo del juego a esas alturas.
En todas las secuencias del Acto II, las cuales están llenas de valles y desiertos, los sonidos de percusiones árabes son los que dominan la música.

### Créditos
- Batería – Scott Petersen
- Guitarra – Bernie Wilkens
- Oboe – Roger Weismeyer
- Teclados – Ryan Boyce
- Percusión – Mustafa Waiz
- Producido y compuesto por – Matt Uelmen
- Grabado por – Matt Uelmen, Scott Petersen

Algunas pistas utilizaron samples de las librerías musicales de Heart of Asia, Heart of Africa y Symphony of Voices de los Spectrasonics. La música fue grabada en Redwood City (Oakland) y San Mateo (California) entre abril de 1997 y marzo de 2000.

## Nivel Secreto
El "Nivel Secreto de las Vacas" es el resultado de una broma del primer juego que surgió por un rumor en internet sobre una vaca que aparecía en el juego, aparentemente sin propósito alguno. Supuestamente, si el jugador hacía clic en la vaca un número determinado de veces, se abría un portal a un nivel secreto. El rumor terminó siendo un bulo, pero la leyenda creció, y jugador tras jugador consultaba a Blizzard como acceder al nivel.
En Diablo: Hellfire, una expansión no oficial del juego creada por Synergistic Software, era posible cambiar un parámetro en un archivo de texto específico, para que el granjero que estaba disfrazado de vaca diga "Mú". Para calmar estos rumores, Blizzard incluyó un cheat code en StarCraft que leía "There is no cow level" (lit. No hay ningún nivel de las vacas), recalcando la falsedad del rumor.
El 1 de abril de 1999, la "Captura de la Semana de Diablo II" mostraba a un grupo de vacas luchando. La gente dudó si inicialmente que se trataba de una broma por el día de los inocentes o si en verdad se estaba trabajando en un nivel secreto con vacas para Diablo II, lo cual terminó siendo cierto.
El "Nivel Secreto de las Vacas" es considerado como uno de los diez mejores huevos de Pascua del mundo de los videojuegos según IGN.

## Versiones y relanzamientos
El juego fue lanzado también en una Edición del Coleccionista, la cual contenía material de colección adicional, una copia de la campaña de Dungeons and Dragons de Diablo, videos promocionales y otros juegos de Blizzard. El Diablo II: Exclusive Gift Set, lanzado en el año 2000 también contenía material de colección adicional y videos promocionales, además de una copia de la guía de estrategia oficial. El Diablo Gift Pack del año 2000 contenía copias de Diablo y de Diablo II, pero no las expansiones. El Diablo II: Battle Chest, lanzado en 2001, contenía copias de Diablo II, Diablo II: Lord of Destruction, la guía de estrategia oficial y las bandas sonoras de los mismos. En años recientes, la copia original de Diablo ya no viene incluida en este paquete. Con el lanzamiento de Battle.net 2.0, todos los títulos de Blizzard, incluido Diablo II con sus expansiones, se hicieron disponibles en la tienda en línea de la compañía en formato de descarga digital.

## Recepción
Diablo II tuvo una recepción muy positiva. Las versiones de Windows del juego recibieron un puntaje global de 88 y 88.58% en los agregadores de reseñas Metacritic y Game Rankings, respectivamente. La versión de Mac recibió un puntaje de 83.00% en Game Rankings.
GameSpy le dio al juego un puntaje de 86 sobre 100, IGN o calificó con un 8.3 sobre 10, y GameSpot le dio un 8.5 sobre 10 además de haber terminado segundo en la votación como mejor juego de rol del año entre los lectores. Al igual que Gamespot, Meristation calificó al juego con un puntaje de 8.5 sobre diez, indicando que era un "digno sucesor de su primera parte".
El juego fue incluido en la edición del año 2000 del Libro Guinness de los récords por haber sido el juego de ordenador que se vendió más rápido de la historia, con más de un millón de copias vendidas en las dos primeras semanas de su lanzamiento. Desde entonces, Warcraft III: Reign of Chaos, World of Warcraft: The Burning Crusade, World of Warcraft: Wrath of the Lich King, y World of Warcraft: Cataclysm han sobrepasado a Diablo II como los juegos más vendidos en su lanzamiento, según Blizzard Entertainment. Para agosto de 2001, Diablo II había vendido 4 millones de copias en todo el mundo. El juego recibió los premios a "Mejor Juego de Ordenador del Año", "Mejor Juego de Rol de Ordenador del Año", y "Juego del Año" por parte del Academy of Interactive Arts and Sciences en los Interactive Achievement Awards de 2001.
Hasta el día de hoy, el Diablo: Battle Chest continúa siendo vendido en tiendas y ha figurado entre los 10 juegos de ordenador más vendido del Grupo NPD incluso en el año 2010. Incluso más sobresaliente es el hecho que el Battle Chest fue el 19.º juego de PC más vendido de 2008 - siete años después de su lanzamiento. Para 2010 aún había más de 10 millones de usuarios que jugaban Diablo II y StarCraft en Battle.net.